# Vitalij Mandzjuk
Vitalij Vasyl'ovyč Mandzjuk (in ucraino Віталій Васильович Мандзюк?; Vilino, 24 gennaio 1986) è un ex calciatore ucraino, di ruolo difensore.

## Carriera
Cresciuto nelle giovanili della Dinamo Kiev ha debuttato in prima squadra nella stagione 2007, con cui, nel 2007, ha centrato il Grande Slam, vincendo il Campionato d'Ucraina, la Coppa d'Ucraina e la Supercoppa d'Ucraina.
Nel luglio 2008 è andato in prestito all'Arsenal Kiev insieme a Denys Viktorovyč Olijnyk.
Nella stagione 2009-2010 ritorna alla Dinamo Kiev.

## Palmarès

### Club
- Campionato ucraino: 2

Dinamo Kiev: 2006-2007, 2008-2009
- Coppa d'Ucraina: 1

Dinamo Kiev: 2006-2007
- Supercoppa d'Ucraina: 1

Dinamo Kiev: 2007